# John Wilhelmsen
John Wilhelmsen (født 12. oktober 1934 i København, Danmark) er en dansk tidligere roer. Han var medlem af Bagsværd Roklub.
Wilhelmsen repræsenterede Danmark ved OL 1952 i Helsinki. Her var han styrmand i den danske otter, der blev roet af Mogens Snogdahl, Jørn Snogdahl, Bjørn Stybert, Helge Schrøder, Bjørn Brønnum, Preben Hoch, Leif Hermansen og Ole Scavenius Jensen. Den danske båd kom ind på fjerdepladsen i sit indledende heat, hvorefter de vandt et opsamlingsheat. I semifinalen sluttede danskerne på 3. pladsen, og kvalificerede sig dermed ikke til finalen. De sluttede samlet konkurrencen på en 9. plads.
Fire år senere, ved OL 1956 i Melbourne, var Wilhelmsen styrmand i den danske firer med styrmand.
Wilhelmsen vandt desuden en EM-sølvmedalje i toer med styrmand ved EM 1949 i Amsterdam og en sølvmedalje i otter ved EM 1951 i Mâcon.